# 团队之星

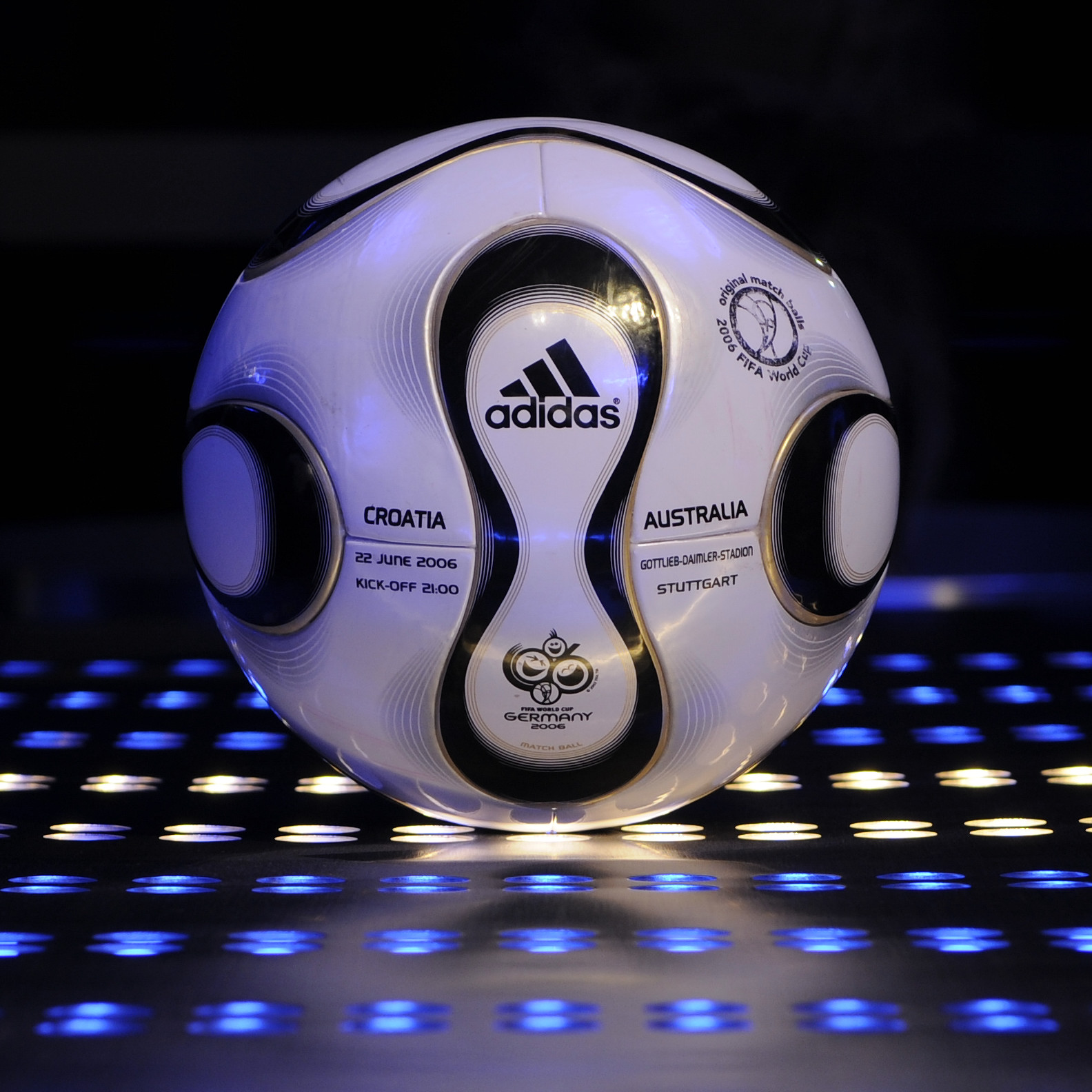
团队之星

团队之星（德語：+Teamgeist™）是国际足球联合会2006年世界杯足球赛的官方指定比赛用球，由阿迪达斯公司生产。在德语中是意思是“团队精神”或“合作精神”。
这颗用球合共花费超过3年时间进行精密研发及测试，球身主要以银白色为主色，加上六条黑色粗孤线，孤线外围配上金色幼线，黑白色代表德国国家足球队主场球衣的传统颜色，金色则代表世界杯冠军奖杯，每一颗球亦首次在球身上皆记载每场比赛的举办城市、赛事场馆、比赛队伍、比赛日期以及开赛时间。
最特别的是用球放弃采用原本由三十二块（十二块正五边形及二十块正六边形）球面制造足球的传统，改革地减用至选用十四块球面制造，外表面的拼接点从原来的60个变为24个，降低了60%，而拼接线的总长度也从40.05厘米降到了33.93厘米，减少了15%以上。这样令足球更加达至完美的球体，并且利用2004年欧洲足球锦标赛专用足球采用的热黏合技术所制造。
赛前，32支晋级决赛圈的球队都获得了40个训练用的团队之星。

## 评论
包括瑞士的约翰·沃热尔和英格兰的大卫·贝克汉姆在内的很多球员都对团队之星表示了满意，但有很多顶级球员对这款足球不太满意。这些球员包括巴西的罗伯特·卡洛斯以及英格兰的保罗·罗宾逊。他们认为团队之星太轻，“总觉得它是塑料制成的”，仍需要“摸索最合理的罚球、远射方式”，以及在沾水之后的表现变化过大。罗宾逊认为：“我只能说，特殊的设计、制作工艺让团队之星过于与众不同了。此外，它实在是太轻了，简直就是一个排球的重量。如果比赛在雨中进行，我的上帝……天知道会发生什么。”法国队门将法比安·巴特茲表示：“我可以断定，本届杯赛中将会有越来越多的球员能从30至35米以外将球射入网内。原来只有卡洛斯、西多夫等少数球员具备这样的远射本领，但是团队之星的出现将使更多球员能做到这一点。”还有球员认为团队之星更容易撮出弧线，对守门员不利；这个特点来自于使用的球面数量大幅减少，使球在旋转时的表现更接近棒球。

## 技术规格
尽管计划中要在世界杯专用球中加入电子跟踪系统，但在秘鲁举办的2005年世界少年足球錦標賽之后这个想法被否决。
|          | 国际足联标准              | 团队之星规格            |
| -------- | ------------------------- | ----------------------- |
| 周长     | 68.5 – 69.5 厘米          | 69.0 – 69.25厘米        |
| 直径     | ≤ 1.5%误差                | ≤ 1.0%误差              |
| 吸水性   | ≤ 10%质量增加             | ≤ 0.1 %质量增加         |
| 质量     | 420 - 445 克              | 441 - 444克             |
| 保持形状 | 2000转，速度：50千米/小时 | 3500，速度：50千米/小时 |
| 反弹测试 | ≤ 10厘米                  | ≤ 2厘米                 |
| 压力损失 | ≤ 20%                     | ≤ 11%                   |